# Miagne
La Miagne est une rivière française du département Alpes-Maritimes, en région Provence-Alpes-Côte d'Azur, et un petit affluent droit du fleuve côtier le Loup.

## Géographie
De 7 kilomètres de longueur, la Miagne prend sa source sur la commune de Châteauneuf-Grasse, à 358 mètres d'altitude entre le bois de Saint-Jaume et le Bois du Rouret.
Elle coule globalement de l'ouest vers l'est.
Elle a sa confluence en rive gauche du Loup sur la commune de Roquefort-les-Pins, à 49 mètres d'altitude.

### Communes et canton traversés
Dans le seul département des Alpes-Maritimes, la Miagne traverse les trois communes suivantes, dans un seul canton, dans le sens amont vers aval, de Châteauneuf-Grasse (source), Le Rouret, Roquefort-les-Pins (confluence).
Soit en termes de cantons, la Miagne prend source et conflue dans le même canton du Bar-sur-Loup, le tout dans l'arrondissement de Grasse, dans l'intercommunalité communauté d'agglomération Sophia Antipolis. 

### Bassin versant
La superficie du bassin versant « Le Loup » (Y561) est de 264 km2,. Le bassin versant est constitué à 83,22 % de « forêts et milieux semi-naturels », à 10,82 % de « territoires artificialisés », à 6,23 % de « territoires agricoles ».
Les cours d'eau voisins sont la le Loup au nord-ouest, au nord, au nord-est, à l'est et au sud-est, la Brague au sud, au sud-ouest, à l'ouest, ,.

### Organisme gestionnaire
Le SIVL ou Syndicat Intercommunal de la Vallée du Loup n'est plus l'organisme gestionnaire. 
L'organisme gestionnaire est le SMIAGE ou Syndicat Mixte Inondations, Aménagements et Gestion de l'Eau maralpin, créé en le 1er janvier 2017 , et s'occupe désormais de la gestion des bassins versants côtiers des Alpes-Maritimes, en particulier de celui du fleuve le Var. Celui-ci « a été reconnu comme EPTB, avec les félicitations du jury, lors de la séance du comité de bassin de l’Agence l’eau Rhône-Méditerranée-Corse du vendredi 22 juin 2018 car il porte à la fois des politiques liées à la prévention du risque inondation et la gestion des milieux aquatiques »,.

## Affluents
La Miagne n'a pas d'affluent référencé :

### Rang de Strahler
Le rang de Strahler de la Miagne est donc de un.

## Hydrologie
Son régime hydrologique est dit pluvial méridional.